# AMD Saxony

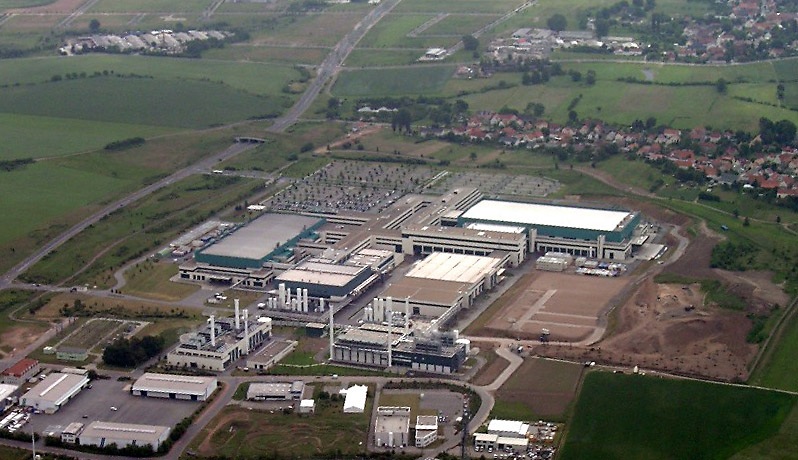
Vista aérea de la fábrica de dresde (2005)

AMD Saxony se refiere a la antigua compañía con sede en Dresden AMD Saxony LLC & Co. KG, en la que se fabricaban procesadores. La empresa estaba ubicada en Wilschdorf, en la zona local de Klotzsche, al norte de Dresde, no muy lejos del aeropuerto.
AMD Saxony fue fundada en 1996 como una subsidiaria de Advanced Micro Devices (AMD). A fines de 2007, AMD invirtió unos 6.000 millones de dólares en el sitio de Dresde. De 1997 a 2009, Hans-Raimund Deppe dirigió la compañía. En 2008, alrededor de 2800 empleados trabajaron en AMD Sajonia. El último CEO y Gerente General de AMD Saxony fue desde febrero de 2009 Jim Doran. En marzo de 2009, AMD Saxony se subcontrató como parte de la división de fabricación de semiconductores de AMD en la nueva compañía Globalfoundries.

## Forma jurídica
La compañía se formó como una sociedad limitada, cuyo socio general es una Sociedad de Responsabilidad Limitada. Una sociedad de responsabilidad limitada es una forma corporativa de los Estados Unidos y es muy similar a la GmbH alemana. Por lo tanto, la constelación es, en gran medida, equivalente a GmbH & Co. KG o Limited & Co. KG.

## Fab 30
De 1999 a noviembre de 2007, AMD Saxony fabricó CPUs en Fab 30 de 200 mm. La producción comenzó en tecnología de 180 nm y se actualizó a 130 nm en el cuarto trimestre de 2002 y 90 nm en agosto de 2004. Fab 30 fue pionero de manera rutinaria en las tecnologías progresistas en la fabricación de volúmenes y fortaleció la reputación de AMD como líder tecnológico reconocido. El desmantelamiento de las obleas, la producción de la carcasa de la CPU y el montaje de los procesadores no tuvieron lugar en Dresde, sino en plantas en el área asiática. En los años 2001 y 2002 se amplió el área de la sala limpia. Después del final de la producción en noviembre de 2007, comenzó la conversión de Fab 30 a Fab 38, que puede procesar obleas de 300 mm. 

## Fab 36
La segunda gran inversión de AMD en Dresde se basó en el éxito de Fab 30. A fines de 2003, se puso la base para Fab 36, la primera planta de AMD para obleas de 300 mm. El equipo de la sala limpia de 14,000 m² comenzó en diciembre de 2004. En octubre de 2005, la fábrica de semiconductores altamente automatizada comenzó a fabricar microprocesadores con tecnología de 90 nm. La conversión de la producción al siguiente tamaño de estructura más pequeña de 65 nm tuvo lugar entre diciembre de 2006 y el cuarto trimestre de 2007. La última producción fue en la tecnología Fab 36 en 65 nm y 45 nm. Globalfoundries renombró Fab 36 en marzo de 2009 a Fab1, Módulo 1 y producción continuada.
El costo de inversión para Fab 36 se estimó en el momento de la apertura a 2,5 mil millones de dólares estadounidenses. El gobierno federal y el estado de Sajonia contribuyeron con alrededor de 660 millones de dólares estadounidenses como subsidios.
A diferencia del Fab 30, el Fab 36 no pertenecía a AMD Saxony LLC & Co. KG, sino a AMD Fab 36 LLC por separado.

## Desarrollo en Dresde
Además de las dos fábricas, AMD en Dresde operaba el Centro Europeo para el Desarrollo de Productos, llamado Dresden Design Center, y el centro de competencia para la adaptación de los sistemas operativos modernos a los microprocesadores AMD AMD, llamado Operating System Research Center.

## Venta
El 8 de septiembre de 2008, el gerente general de AMD, Dirk Meyer, le dijo a la revista de negocios estadounidense Fortune que AMD "pasaría de un modelo respaldado por fábricas a un modelo menos centrado en las fábricas". Por lo tanto, la separación económica de las instalaciones de producción estaba en camino. El 7 de octubre de 2008, AMD finalmente anunció que derivaría sus fábricas a una fundición, tentativamente llamada The Foundry Company, con la firma de inversión Advanced Technology Investment Company (ATIC) de Abu Dhabi. Como resultado, AMD Saxony ya no era una filial directa de Advanced Micro Devices Inc.
En marzo de 2009, se anunció el nombre oficial de la división de la compañía recién escindida: Globalfoundries, que pertenece a casi dos tercios del Emirato de Abu Dhabi.
Con la fundación de Globalfoundries, AMD Fab 36 y AMD Saxony pasaron a llamarse subsidiarias de Globalfoundries y más tarde de Globalfoundries Dresden Modules One LLC & Co. KG y Globalfoundries Dresden Modules Two LLC & Co. KG. En Dresde, solo se mantuvo el Centro de Investigación del Sistema Operativo de AMD, que también se cerró a fines de 2012.